# به دنبال بازگشت
به دنبال بازگشت (انگلیسی: The Comeback Trail) یک فیلم سینمایی آمریکایی در ژانر کمدی در حال ساخت که احتمالاً در سال ۲۰۲۱ منتشر می‌شود. به نویسندگی و کارگردانی جورج گالو است. این فیلم بازسازی فیلم ۱۹۸۲ با همین نام به دنبال بازگشت (فیلم ۱۹۸۲) ساخته هری هورویتز می‌باشد.

## داستان
داستان تهیه‌کننده فیلمی به نام مکس (با بازی دنیرو) را دنبال می‌کند که به یک ارباب خلافکار (با بازی فریمن) پول بدهکار است. او بازیگری شکست خورده به نام دوک مونتانا (با بازی جونز) را در یک فیلم وسترن مسخره بازی می‌دهد و قصد دارد او را حین فیلمبرداری بکشد تا بتواند با پول بیمه‌ی او قرض خود را تسویه کند. 

## بازیگران اصلی
- رابرت دنیرو در نقش مکس باربر
- تامی لی جونز در نقش دوک مونتانا
- مورگان فریمن
- زک برف در نقش والتر کرئیسون
- ادی گریفن در نقش دیوین
- امیل هرش در نقش جیمز مور
- دوبومیر ماشوکوف

## تولید
ساخت این فیلم در ماه می سال ۲۰۱۹ قطعی شد که بازیگران رابرت دنیرو ، تامی لی جونز و مورگان فریمن در این فیلم بازی می‌کنند.  اواخر همین ماه زاک براف و ادی گریفین نیز به گروه اضافه شدند.   امیل هرش در ماه ژوئن پیوست. 

### فیلمبرداری
فیلمبرداری از اوایل ژوئن ۲۰۱۹ آغاز شد و تا ژوئیه در سراسر نیومکزیکو ادامه داشت. 